# Cerro Naranjos
Le Cerro Naranjos est une montagne bolivienne située sur les contreforts orientaux de la cordillère des Andes à l'ouest du département de Santa Cruz. Elle est le point le plus haut du département avec ses 3 092 mètres d'altitude. 
À l'intérieur du parc national Amboró, et 12 km au nord-est de la ville de Comarapa, cette montagne est caractérisée par une jungle humide appelée Yungas.